# Pierre levée de la Cour du Breuil
La pierre levée de la Cour du Breuil est un dolmen situé à Le Bernard, dans le département français de la Vendée.

## Historique
En 1860, l'abbé Baudry en donne une description sommaire. Selon lui, l'édifice fut très endommagé par une fouille clandestine menée par des chercheurs de trésor qui entraîna l'effondrement d'un pilier. L'édifice figure sur plusieurs clichés photographiques de la fin du XIXe siècle et du début XXe siècle.
L'édifice est classé au titre des monuments historiques en 1978.

## Description
Il en demeure huit orthostates dont trois supportant une table de couverture mesurant 3,80 m de longueur sur 2,90 m de largeur et dont le poids est estimé à 15 tonnes. Unique table de couverture, ses proportions délimitent une chambre funéraire originelle de petite taille. La hauteur sous dalle est actuellement de 1,30 à 1,40 m. Les deux piliers côté sud qui ont été soigneusement bouchardés et le troisième bloc qui gît au sol entre eux constituaient à l'origine le portique d'entrée. Il s'agit donc d'un dolmen de type angevin, semblable au dolmen de la Frébouchère mais plus petit, dont l'allure générale devait s'apparenter à celle du dolmen de la Sulette. 
Toutes les dalles sont en granite porphyroïde d'origine locale, l'affleurement le plus proche se situe à 2 km plus au nord. Le tumulus fut peu à peu démantelé par emport des blocs pour empierrer les chemins, puis définitivement détruit en 1970 lors d'un remembrement et par l'élargissement de la route voisine.
Marcel Baudouin a effectué un relevé précis des nombreuses cupules situées sur la face supérieure de la table de couverture. En réalité, si quelques-unes sont probablement d'origine anthropique la plupart sont d'origine naturelle.

## Folklore
Selon la légende, les sorciers se réunissaient les nuits d'hiver auprès du dolmen et l'existence supposée d'un trésor enfoui sur le site entraîna une fouille clandestine qui endommagea l'édifice. Au XIXe siècle, les celtomanes, dont l'abbé Baudry curé du Bernard, assimilèrent les cupules « à des cavités exécutées dans le but de recueillir le sang des victimes des sacrifices humains faits sur les dolmens ».